# Boroszewo
Boroszewo (kaszub. Bòròszewò) – wieś kociewska w Polsce położona w województwie pomorskim, w powiecie tczewskim, w gminie Tczew. Wieś jest siedzibą sołectwa Boroszewo, w którego skład wchodzą również miejscowości Damaszka i Bojary.
W latach 1975–1998 miejscowość administracyjnie należała do województwa gdańskiego.
Od 1897 roku do 2003 roku w Boroszewie znajdowała się szkoła podstawowa (Boroszewo 36). Teraz znajduje się tam odbudowany budynek mieszkalny.